# Aristides d'Elis
Aristides (grec antic: Αριστείδης, llatí: Aristides) fou un esportista de l'antiga Grècia natural de la ciutat d'Elis que va obtenir una victòria a l'hoplitòdrom en els Jocs Olímpics, al diaule en els Jocs Pitis i a les corregudes de cavalls enls Jocs Nemeus, segons Pausànies.